# Karl Rahm

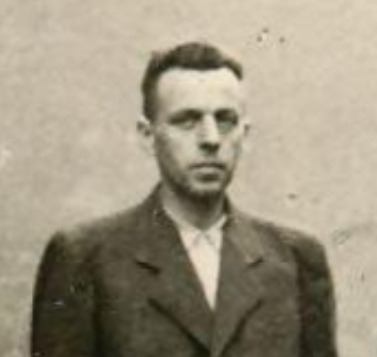
Rahm während seiner Kriegsgefangenschaft (Mai 1945)

Karl Rahm (* 2. April 1907 in Klosterneuburg; † 30. April 1947 in Litoměřice) war ein österreichischer SS-Obersturmführer und Lagerkommandant des Ghettos Theresienstadt (tschechisch Terezín) in dem vom Deutschen Reich errichteten Protektorat Böhmen und Mähren.

## Leben
Karl Rahm, Sohn eines österreichischen Bundesbahnbeamten, erlernte nach einer achtjährigen Schulausbildung den Beruf des Maschinenschlossers, wurde jedoch ein Jahr nach Beendigung seiner Ausbildung arbeitslos. Er engagierte sich in der Metallgewerkschaft und wurde 1925 Mitglied der Sozialdemokratischen Arbeiterpartei Österreichs (SDAP). Von 1927 bis 1933 war er Angehöriger des österreichischen Heeres und danach mit Unterbrechungen immer wieder arbeitslos. Er schloss sich zum 1. Februar 1934 der in Österreich zu dieser Zeit verbotenen NSDAP sowie der SS (SS-Nummer 296.534) an und war dadurch in illegale Aktivitäten involviert. Am 13. Mai 1938 beantragte er die reguläre Aufnahme in die NSDAP und wurde rückwirkend zum 1. Mai desselben Jahres aufgenommen (Mitgliedsnummer 6.222.124). Ab Februar 1939 wirkte er unter Adolf Eichmann bei der „Zentralstelle für jüdische Auswanderung in Wien“ und von Oktober 1940 bis Februar 1944 in der „Zentralstelle für jüdische Auswanderung in Prag“ bei Hans Günther in Prag an der Ausraubung der in die Auswanderung getriebenen jüdischen Personen mit.
Ab dem 8. Februar 1944 befehligte Rahm als letzter Kommandant das Ghetto Theresienstadt. Es war als einziges Konzentrationslager direkt dem Eichmannreferat IV B 4 im Reichssicherheitshauptamt unterstellt. Rahm löste den nach Griechenland versetzten Anton Burger ab und blieb bis zum 5. Mai 1945 auf diesem Posten.
Zu seinen Aufträgen gehörte, verschleiernde „Verschönerungsarbeiten“ im Lager durchführen zu lassen, um die Alibifunktion des angeblichen „Altersghettos“ sicherzustellen. Eine Delegation des Roten Kreuzes unter Leitung des Schweizers Maurice Rossel besuchte das Lager im Juni 1944. Ausländische Meldungen von Massenmorden an Juden sollte auch der Propagandafilm „Theresienstadt. Ein Dokumentarfilm aus dem jüdischen Siedlungsgebiet“ entkräften. Der jüdische Regisseur Kurt Gerron musste die Dreharbeiten unter Rahms Aufsicht leiten. Viele Mitwirkende wurden nach Beendigung der Aufnahmen in das Vernichtungslager Auschwitz-Birkenau deportiert und ermordet. Auch die zahlreichen Transporte zur Leerung des Ghettos im Herbst 1944 erfolgten unter Rahms Leitung, zum Teil wählte er die Betroffenen persönlich aus.
Bei Kriegsende floh Rahm nach Österreich, wurde dort verhaftet und an die Tschechoslowakei ausgeliefert. In Litoměřice wurde Rahm von einem tschechischen Gericht zum Tode verurteilt und durch Hängen am 30. April 1947 hingerichtet.